# En natt i juli
En natt i juli är en roman av Jan Fridegård utgiven 1933.
Romanen, som var Fridegårds första, handlar om mordet på en strejkbrytare under en lantarbetarstrejk. Händelserna skildras genom huvudpersonen, statarpojken Johan From.
En natt i juli var ett av de första verken inom den så kallade statarskolan.